# Triassico medio
| Periodo                                                                                     | Epoca                | Piano          | Età (Ma)        |
| ------------------------------------------------------------------------------------------- | -------------------- | -------------- | --------------- |
| Giurassico                                                                                  | Giurassico inferiore | Hettangiano    | Più recente     |
| Triassico                                                                                   | Triassico superiore  | Retico         | ~205,7          |
| Triassico                                                                                   | Triassico superiore  | Norico         | ~227,3          |
| Triassico                                                                                   | Triassico superiore  | Carnico        | ~237            |
| Triassico                                                                                   | Triassico medio      | Ladinico       | 241,464 ± 0,28  |
| Triassico                                                                                   | Triassico medio      | Anisico        | 246.7           |
| Triassico                                                                                   | Triassico inferiore  | Olenekiano     | 249,9           |
| Triassico                                                                                   | Triassico inferiore  | Induano        | 251,902 ± 0,024 |
| Permiano                                                                                    | Lopingiano           | Changhsingiano | Più antico      |
| Suddivisione del Triassico secondo la Commissione internazionale di stratigrafia dell'IUGS. |                      |                |                 |

Nella scala dei tempi geologici, il Triassico medio rappresenta la seconda delle tre epoche o serie stratigrafiche in cui è suddiviso il Triassico, che a sua volta è il primo dei tre periodi in cui è suddivisa l'era del Mesozoico.
Il Triassico medio è compreso tra circa 245,9 e 228,7 milioni di anni fa (Ma), preceduto dal Triassico inferiore e seguito dal Triassico superiore.
Questa epoca era precedentemente conosciuta con il nome di Muschelkalk (in tedesco: calcare delle conchiglie). La denominazione, comune soprattutto nella letteratura in lingua tedesca, è ora riservata solo alle sezioni litostratigrafiche risalenti a questo periodo di tempo e localizzate nell'Europa centrale.

## Suddivisione
La Commissione Internazionale di Stratigrafia (ICS) suddivide il Triassico medio in due piani:
- Triassico medio
  - Ladinico,  da 237,0 ± 2,0 a 228,7 Ma
  - Anisico,  da 245,9 a 237,0 ± 2,0 Ma

## Definizioni stratigrafiche e GSSP
La base del Triassico medio, che coincide con quella del suo primo pianoo l'Anisico, è data dalla prima comparsa negli orizzonti stratigrafici dei conodonti della specie Chiosella timorensis o dalla base della zona di polarità magnetica MT1n. Entrambe le possibilità sono presenti nel sito candidato per il GSSP a Desli Caira, nella regione di Dobrugia, in Romania.

### GSSP
Il GSSP, il profilo stratigrafico di riferimento della Commissione Internazionale di Stratigrafia, non è ancora stato ratificato al 2010. Il candidato più probabile si trova in una sezione a Desli Caira, nella regione di Dobrugia, in Romania, le cui coordinate sono: latitudine 45.0742°N e longitudine 28.8022°E.
Altre sezioni significative si trovano nella provincia di Guizhou (Cina) e a Primorye (Russia).